# Hosiótês

L’hosiótês (en grec ancien ὁσιότης) est, en philosophie, une vertu de l'ordre d'un respect de ce qui est juste ou moral. Le mot est formé sur le terme ὅσιος/hósios qui désigne ce qui est parfait, ce qui est saint, qui est de l'ordre d'un respect de ce qui est juste ou moral.

## Philosophie et culte des dieux dans la cité
Dans le dialogue entre Euthyphron et Socrate, considéré comme le dialogue de Platon sur la piété, Socrate demande sans cesse à Euthyphron ce que sont l’eusébie et l’hosiótês. Cependant, les deux termes ne semblent pas être exactement synonymes. Tandis que l'eusébie désigne le fait d'accomplir pour les dieux ce qui est établi, traditionnel et convenu, l’hosiótês implique une rectitude, une droiture ou une justice qui n'est pas nécessairement celle de la tradition, mais qui est de l'ordre de ce qui est juste en soi. Platon, en employant les deux termes comme s'ils voulaient dire la même chose, tenterait d'éveiller chez Euthyphron la question de la justesse ou de la moralité de ce qui est fait de manière coutumière, ce qui a été établi de manière empirique. Il confronte ainsi l'eusébie comme attitude rituelle et traditionnelle envers les dieux à l’hosiótês comme respect d'une loi divine. Le culte des dieux dans les cités grecques, comme le sera la religion romaine, est essentiellement une affaire politique académique. Le culte des dieux concerne la piété et les vertus des citoyens, et, par là, le succès et la conservation de la cité.
À Socrate qui lui demande ce que font les dieux pour un homme épris d’eusébie et d’hosiótês, Euthyphron répond : « Ce que je puis te dire en général, c'est que la sainteté consiste à se rendre les dieux favorables par ses prières et ses sacrifices, et qu'ainsi elle conserve les familles et les cités ; que l'impiété consiste à faire le contraire, et qu'elle perd et ruine tout, »
Trois termes grecs, thrêskeía, eusébeia et hosiótês, peuvent se traduire par le terme piété et désignent une vertu par laquelle le culte des dieux est effectué. Ces trois termes ont cependant des significations sensiblement différentes.

« ὁσιότης/hosiótês » se traduit par « sainteté ». Le mot est formé sur le terme « hosia » qui désigne ce qui est parfait, ce qui est saint. L'hosiótês est une vertu qui est de l'ordre d'un respect de ce qui est juste ou moral. Dans l’Euthyphron, le dialogue de Platon sur la piété, Socrate demande sans cesse à Euthyphron ce que sont l’eusébeia et l’hosiótês. Cependant, les deux termes ne semblent pas être exactement synonymes. Tandis que l'eusébie désigne le fait d'accomplir pour les dieux ce qui est établi, traditionnel et convenu, l’hosiótês implique une rectitude, une droiture ou une justice qui n'est pas nécessairement celle de la tradition, mais qui est de l'ordre de ce qui est juste en soi. Platon, en employant les deux termes comme s'ils voulaient dire la même chose, tenterait d'éveiller chez Euthyphron la question de la justesse ou de la moralité de ce qui est fait de manière coutumière, ce qui a été établi de manière empirique. Il confronte ainsi l’eusébie comme attitude rituelle et traditionnelle envers les dieux à l’hosiótês comme respect d'une loi divine. Être ὁσιός signifie être libre à l'égard des dieux, être profane, dont les dieux n'ont rien à exiger ; ne pas être ὁσιός signifie que l'on qu'on est lié aux dieux, et qu'ils ont des droits sur la personne ὁσιός, qui est alors considérée sacrée.